# David Wasson
David Jerome Wasson (também conhecido como, Dave Wasson) é um produtor executivo e diretor da série Maggie, a Mosca Zoadora, que era transmitida pelo Disney Channel e criador da série Esquadrão do Tempo que foi exibida pelo Cartoon Network em 2001. David Wasson também criou pequenas séries para o bloco Oh Yeah! Cartoons que foi transmitido pela Nickelodeon e acabou ganhando um dos Prêmios Emmy. David também foi o diretor de vários comerciais para a ACME Filmworks.

## Créditos
- Esquadrão do Tempo - Criador, diretor e escritor
- Maggie, a Mosca Zoadora - Diretor e produtor executivo